# Spartacus (1960)
Spartacus ist ein für das Breitwandformat Super 70 Technirama produzierter US-amerikanischer Monumental- und Historienfilm aus dem Jahr 1960 von Regisseur Stanley Kubrick. Das von Dalton Trumbo verfasste Drehbuch ist eine Adaption des 1951 veröffentlichten Romans Spartacus von Schriftsteller Howard Fast.
Der Film handelt von Spartacus, dem Anführer der aufständischen Sklaven im dritten Sklavenkrieg (73–71 v. Chr.). Mit seinem maßgeblich von ihm befreiten Sklavenheer erringt Spartacus zahlreiche militärische Erfolge gegen die römischen Legionen auf seinem Zug von Süd- nach Oberitalien. Der von Hauptdarsteller Kirk Douglas produzierte Film basiert auf der wahren Begebenheit eines Sklavenaufstands im antiken Rom. Da über den historischen Spartacus nur wenig bekannt ist, ist die filmische Darstellung seines Lebens zum großen Teil fiktiv.
Das mit weiteren Stars wie Peter Ustinov, Laurence Olivier und Tony Curtis sowie über 10.000 Statisten verfilmte Epos konnte bei einem Produktionsbudget von 12 Millionen US-Dollar (inflationsbereinigt 2025: ca. 127 Millionen US-Dollar) an den Kinokassen in den USA und Kanada rund 14 Millionen US-Dollar (inflationsbereinigt 2025: ca. 148 Millionen US-Dollar) einspielen und war damit der kommerziell erfolgreichste Kinofilm des Jahres 1960 auf dem nordamerikanischen Kinomarkt. Kubricks für sechs Oscars nominierter Spielfilm gewann den weltweit wichtigsten Filmpreis in den Kategorien Beste Kamera, Bestes Szenenbild, Bestes Kostümdesign und Bester Nebendarsteller. 2017 wurde Kubricks Film von der US-amerikanischen Library of Congress in das National Film Registry für besonders erhaltenswerte Filme aufgenommen.

## Handlung
Der thrakische Sklave Spartacus ist seit seiner Kindheit im Bergbau zur Zwangsarbeit in der römischen Provinz Libyen verpflichtet. Als er einem anderen Sklaven helfen will, wird er dafür gepeitscht. Er rebelliert und beißt den Sklavenaufseher ins Bein. Er wird zum Tod durch Verhungern verurteilt.
Lentulus Batiatus, Betreiber einer Gladiatorenschule, besichtigt den Steinbruch und ist von Spartacus’ Charakter und seiner guten körperlichen Verfassung beeindruckt. Er kauft ihn zusammen mit sechs anderen Sklaven und nimmt ihn mit in seine Gladiatorenschule. Hier in Capua erlebt Spartacus, wie die Sklaven durch den ehemaligen Gladiatoren und Ausbilder Marcellus erniedrigt und abgerichtet werden, um eines Tages in den Arenen auf Leben und Tod gegeneinander zu kämpfen.
Er freundet sich mit Crixus, Dionysius und David an. Die Sklavin Varinia, die ihm als Liebesdienerin zugeteilt wird, weist er zurück mit den Worten „Ich bin kein Tier!“ und verzichtet auf ihren „Gebrauch“. Als der Feldherr Marcus Licinius Crassus mit seiner Frau Claudia Marius zusammen mit dem Kommandierenden der römischen Garde, Marcus Publius Glabrus, und dessen Frau Helena Glabrus der Gladiatorenschule einen Besuch abstattet, verlangt dieser – wie es in der Gladiatorenschule eigentlich nicht üblich ist – zwei Kämpfe auf Leben und Tod zu sehen. Die Damen wählen die Kampfpartner aus: Crixus muss gegen Gallino antreten und Spartacus gegen Draba. Spartacus unterliegt, überlebt jedoch den Kampf, weil sein Freund Draba es nicht übers Herz bringt, ihn zu töten. Stattdessen wirft er seinen Dreizack auf die Zuschauer, die er jedoch nicht tötet, und muss sterben.
Als Spartacus erfährt, dass Varinia an Crassus verkauft wurde, ist das der Tropfen, der das Fass zum Überlaufen bringt: Spartacus tötet den sadistischen Ausbilder Marcellus und rebelliert. Andere Gladiatoren folgen ihm, und sie bringen die Aufseher in ihre Gewalt. Spartacus, den die anderen als ihren Führer ansehen, schreitet jedoch ein, als sich Sklaven an den Aufsehern rächen wollen. Er will einem höheren Ideal folgen als die Römer.
Spartacus entfesselt einen Sklavenaufstand und beginnt eine Revolte gegen Rom. Der römische Senat reagiert besorgt und beauftragt, auf Initiative des Volkstribuns Gracchus, Marcus Publius Glabrus, militärisch gegen die Sklaven vorzugehen. Gracchus sorgt auch dafür, dass seinem Freund Gaius Julius Caesar Glabrus’ Posten als Befehlshaber der römischen Garde übertragen wird. Crassus und Gracchus sind erbitterte Gegner: Der Patrizier Crassus will die Macht in Rom diktatorisch an sich reißen, was Gracchus, der auf der Seite des gewöhnlichen Volkes steht, unbedingt verhindern will. Mit Caesar an der Spitze der Garde kann er Crassus die Kontrolle über Rom entreißen.
Immer mehr Sklaven schließen sich der Revolte an, unter ihnen Crassus’ Leibsklave Antoninus sowie Varinia, die bald ein Kind von Spartacus erwartet. Von Tigranes, dem Unterhändler der kilikischen Piraten, mietet Spartacus 500 Schiffe, mit denen die Ex-Sklaven von Brundisium aus in ihre Heimatländer gelangen wollen. Nach Tigranes’ Vorwarnung kann Spartacus den Angriff durch Glabrus abwehren, der sich nun gedemütigt vor dem römischen Senat verantworten muss.
Nachdem Spartacus in Megapontum zwei römische Legionen besiegt hat, lassen ihn die von Tigranes versprochenen Schiffe im Stich, weil Crassus die Piraten bestochen hat. Crassus, auf dessen Seite Caesar mittlerweile gewechselt ist, bietet dem Senat seine Legionen im Kampf gegen die Sklaven an und bekommt als Gegenleistung nun endlich seine lang angestrebte politische Machtfülle. Spartacus muss erfahren, dass sich nicht nur eine Armee unter Pompeius in Regium befindet, sondern auch Lucullus in Kürze mit einer weiteren Armee in Brundisium eintreffen wird, weil man Spartacus zur Flucht Richtung Rom zwingen will, wo Crassus ihn mit einem anderen Heer besiegen soll. Spartacus hat keine Wahl als nach Rom zu ziehen.
Spartacus und sein Heer stellen sich Crassus in der entscheidenden Schlacht. Während der Schlacht tauchen Pompeius und Lucullus auf, wodurch die Schlacht gewonnen werden kann. Unter den Opfern befindet sich auch Crixus. Crassus verspricht den Unterlegenen das Leben, wenn sie ihm Spartacus ausliefern. Doch auch in der Niederlage halten die Sklaven zusammen; so erheben sich die Gefangenen (unter ihnen auch Antoninus, Dionysius und David) und behaupten alle: „Ich bin Spartacus!“
Crassus nimmt Varinia, die inzwischen ihr Kind bekommen hat, zu sich, da sich 40 gefangene Frauen mit ihren Kindern auf einem Hügel versteckt hatten. 5.000 der Überlebenden lässt er entlang der Via Appia kreuzigen. Spartacus und Antoninus dagegen lässt er gegeneinander kämpfen, bis einer der beiden stirbt; der Sieger des Kampfes soll ebenfalls gekreuzigt werden. Spartacus sieht sich gezwungen, seinen Freund zu töten, um ihm den Kreuzestod zu ersparen. Gracchus, von Crassus als Verräter gebrandmarkt, verhilft Varinia zur Flucht, um sich an Crassus zu rächen. Dann nimmt er sich selbst das Leben, um Crassus’ Terror zu entgehen. Als Batiatus Varinia aus der Stadt bringt, zeigt sie dem gekreuzigten Spartacus unter Tränen ihren gemeinsamen Sohn, der nun in Freiheit leben wird.

## Entstehung
Kirk Douglas spielte nicht nur die Hauptrolle, sondern war auch der ausführende Produzent. Für das monumentale „star vehicle“ Spartacus hatte er den Regisseur Anthony Mann verpflichtet, doch schon nach den ersten Drehtagen kam es zwischen den beiden zu Meinungsverschiedenheiten, worauf Mann gefeuert wurde und Douglas den damals noch relativ unbekannten Stanley Kubrick mit der Regie betraute. Er hatte bereits bei Wege zum Ruhm (Paths Of Glory) mit ihm zusammengearbeitet.
Es war für Kubrick der erste und einzige Film, bei dem er keine uneingeschränkte künstlerische Freiheit hatte. Daraufhin beschloss er, künftig keinen Film mehr zu drehen, bei dem er kreative Kompromisse eingehen müsste.
Aufsehen erregte auch die Wahl des Drehbuchautors. Kirk Douglas verpflichtete Dalton Trumbo, der in den 1950er Jahren während der McCarthy-Ära als einer der Hollywood Ten auf der Schwarzen Liste des HUAC gestanden hatte.
Der Film musste viele Schnittvorgänge hinter sich bringen. Unter anderem wurde auch eine Szene zwischen Laurence Olivier (Crassus) und Tony Curtis (Antoninus) gestrichen. In dieser Szene, in der die antike Bisexualität gezeigt wird, versucht Crassus, Antoninus zu verführen, während dieser ihn badet („Ich esse Austern und Schnecken“). Als Robert A. Harris den Film 1991 restaurierte, wurde diese Szene nachträglich eingefügt. Allerdings war – wie Tony Curtis in mehreren Interviews erklärte – die Szene ohne Ton gedreht worden, da man offenbar davon ausging, sie werde ohnehin der Zensur zum Opfer fallen. Da Olivier aber bereits 1989 verstorben war, synchronisierte Anthony Hopkins Crassus, und Tony Curtis den von ihm dargestellten Antoninus.
Für die Rolle der Varinia wurden zuvor unter anderem auch Ingrid Bergman, Jeanne Moreau und Elsa Martinelli in Betracht gezogen, bevor die Wahl auf die Deutsche Sabine Bethmann fiel. Kubrick besetzte die Rolle um, sie ging final an Jean Simmons.
Die zum Teil brutale Darstellung von Gewalt, für die Kubrick auch in seinen späteren Filmen bekannt war, stieß damals überwiegend auf Ablehnung. Der Film wurde erst ab 16 Jahren freigegeben. Auch die Nacktdarstellung von Jean Simmons ebenso wie die Kreuzigungsszenen am Ende des Filmes trugen dazu bei. Der Film wurde jedoch später neu bewertet und erhielt die Altersfreigabe 12 Jahre.

## Synchronisation
Die Synchronisation erfolgte 1960 bei der Berliner Synchron GmbH unter der Regie von Volker Becker.
| Rolle                   | Darsteller        | Synchronstimme         |
| ----------------------- | ----------------- | ---------------------- |
| Spartacus               | Kirk Douglas      | Arnold Marquis         |
| Marcus Licinius Crassus | Laurence Olivier  | Siegfried Schürenberg  |
| Varinia                 | Jean Simmons      | Marion Degler          |
| Sempronius Gracchus     | Charles Laughton  | Eduard Wandrey         |
| Lentulus Batiatus       | Peter Ustinov     | Fritz Tillmann         |
| Julius Caesar           | John Gavin        | Horst Niendorf         |
| Helena Glabrus          | Nina Foch         | Tilly Lauenstein       |
| Crixus                  | John Ireland      | Jan Hendriks           |
| Tigranes Levantus       | Herbert Lom       | Alfred Balthoff        |
| Marcus Publius Glabrus  | John Dall         | Dietmar Schönherr      |
| Marcellus               | Charles McGraw    | Ernst Wilhelm Borchert |
| Claudia Marius          | Joanna Barnes     | Bettina Schön          |
| David                   | Harold J. Stone   | Heinz Petruo           |
| Draba                   | Woody Strode      | Alexander Welbat       |
| Ramon                   | Peter Brocco      | Heinz Welzel           |
| Wächter                 | Robert J. Wilke   | Rolf Defrank           |
| Dionysius               | Nick Dennis       | Otto Czarski           |
| Offizier Caius          | John Hoyt         | Paul Wagner            |
| Laelius                 | Frederick Worlock | Knut Hartwig           |
| Antoninus               | Tony Curtis       | Herbert Stass          |
| Symmachus               | Dayton Lummis     | Kurt Waitzmann         |

Für die neue, ungekürzte Fassung von 1991 mussten für die eingefügten Szenen neue Stimmen ausgewählt werden, da entweder die alten Sprecher schon verstorben waren oder nicht mehr zur Verfügung standen. Die Namen der neuen Sprecher – soweit bekannt – lauten wie folgt:
| Rolle                   | Darsteller       | Synchronstimme   |
| ----------------------- | ---------------- | ---------------- |
| Marcus Licinius Crassus | Laurence Olivier | Norbert Langer   |
| Antoninus               | Tony Curtis      | Stephan Schwartz |

## Historische Ungenauigkeiten
In vielen Punkten hält sich der Film nicht an die historischen Fakten. So befehligte Gaius Iulius Caesar zu keiner Zeit die Prätorianergarde von Rom, die zu jener Zeit noch gar nicht existierte; er hatte zur Zeit des Aufstandes seine politische Karriere zudem noch nicht begonnen. Auch geht die Forschung davon aus, dass der historische Spartacus in der Schlacht starb und nicht, wie im Film dargestellt, am Kreuz. Ebenso wenig wurde Crassus in Rom jemals Diktator (wohl aber bekleidete er 70 v. Chr. das Consulat). Auch die Idee, dass er als Oberbefehlshaber die zur Bekämpfung der Sklaven ausgesandte römische Armee anführte, entspricht nicht dem tatsächlichen Verlauf, wenngleich er tatsächlich eine wichtige Rolle bei den Kämpfen spielte. Die dem historischen Tiberius Sempronius Gracchus nachempfundene Figur des Sempronius Gracchus ist erfunden (der echte Volkstribun war zum Zeitpunkt des Spartacusaufstands bereits über 60 Jahre tot; auch war das Amt des Volkstribuns gerade zum Zeitpunkt des Aufstands aufgrund der vorausgegangenen Sullanischen Reformen vorübergehend fast bedeutungslos). Die ebenfalls fiktive Gestalt der Sklavin Varinia kommt dem Film zufolge aus Britannien, das aber tatsächlich erst zwanzig Jahre nach der Handlung des Films erstmals von römischen Truppen betreten und sogar erst ab 43 n. Chr. dauerhaft besetzt wurde. Auch existierte der Retiarius-Typ der Gladiatoren zu dieser Zeit noch nicht.

## Kritiken
„Eine Freiheitskämpfer-Saga mit melodramatischen und sentimentalen Akzenten in freier Auslegung der historischen Fakten und starker Vereinfachung der Ereignisse. Allein in der außergewöhnlichen Bildgestaltung der Massenszenen und kämpferischen Auseinandersetzungen vermittelt der Film einen Eindruck dieser ersten revolutionären Freiheitsbewegung. 1992 kam die rekonstruierte, ungekürzte Originalfassung des Films in die Kinos (OmU); bei allen dramaturgischen Schwächen und sozialgeschichtlichen Vereinfachungen offenbaren sich hier bislang unentdeckte Reize, so zum Beispiel die homoerotischen Untertöne der Fabel.“

## Auszeichnungen
- Der Film erhielt 1961 vier Oscars, und zwar in den Kategorien Bester Männlicher Nebendarsteller (Peter Ustinov), Bestes Szenenbild, Beste Kamera sowie Bestes Kostümdesign (Bill Thomas). Außerdem war der Film in den Kategorien Bester Schnitt und Beste Filmmusik für den Oscar nominiert.

- Ebenfalls 1961 gab es eine BAFTA-Nominierung für den besten Film.

- Im selben Jahr gewann der Film einen Golden Globe als Bester Film; Golden Globe-Nominierungen gab es in den Kategorien Bester Hauptdarsteller (Laurence Olivier), Beste Regie (Stanley Kubrick) sowie Bester Nebendarsteller (Woody Strode und Peter Ustinov).

- Kirk Douglas sowie Peter Ustinov wurden für ihre Rollen bei den Laurel Awards ausgezeichnet.

- spätere Auszeichnungen durch das renommierte American Film Institute:
  - Platz 81 in der 2007 erschienenen Liste der 100 besten Filme aller Zeiten (1998: noch nicht berücksichtigt)
  - Platz 62 in der Liste der 100 Besten Thriller aller Zeiten
  - Die von Kirk Douglas verkörperte Rolle des Spartacus erreichte Rang 22 in der Liste der 50 größten Kinohelden aller Zeiten
  - Platz 44 in der Liste der 100 am meisten inspirierenden Filme
  - Platz 5 in der Liste der 10 größten Leinwandepen aller Zeiten

- 2017 erfolgte die Aufnahme in das National Film Registry.

## „Ich bin Spartacus!“
Auf dem dramatischen Höhepunkt des Films werden die Sklaven aufgefordert, ihren Anführer Spartacus zu verraten, um ihr eigenes Leben zu retten. In der Dokumentation Trumbo (2007) über den denunzierten Drehbuchautor wird vermutet, dass es sich hier um eine Anspielung auf die McCarthy-Ära handelt, in der das Denunziantentum gefordert wurde.
In seinem nächsten Film Lolita brachte Kubrick einen entsprechenden Insider-Gag unter: Humbert Humbert fragt Clare Quilty: „Bist du Quilty?“, woraufhin dieser antwortet: „Nein, ich bin Spartacus. Bist du hier, um Sklaven zu befreien?“
Auch der Monty-Python-Film Das Leben des Brian parodiert 1979 die Szene. Ein Römer fragt die am Kreuz Hängenden, wer von ihnen Brian sei, da dieser begnadigt werden solle. Daraufhin rufen alle, sie seien Brian.
2005 benutzte Pepsi-Cola das berühmte Zitat in einer Fernsehwerbung, in der ein römischer Legionär den Besteller eines Lunchpaketes ausfindig machen soll.
In der 10. Folge der 10. Staffel der Serie Family Guy wird in einer kurzen Sequenz ebenfalls auf die berühmte Szene angespielt. Peter Griffin verrät hier den echten Spartacus, was dieser mit einem lapidaren „Ich habe keine Angst, mich für meine Freunde einzusetzen“ kommentiert.

## Neuverfilmung
2004 wurde von Robert Dornhelm die Neuverfilmung Spartacus veröffentlicht.

## Blu-ray und DVD
- Spartacus. Special Edition. 2 DVD-Set, Universal 2004
- Zum 55. Jubiläum erschien 2015 eine Neuabtastung in 4k auf Blu-ray.